# Kerrea Gilbert
Kerrea Kuche Gilbert (* 28. Februar 1987 in Hammersmith, London) ist ein ehemaliger englischer Fußballspieler. Der Abwehrspieler Gilbert, dessen Vorname „Kerry“ ausgesprochen wird, kam meist rechts in der Viererkette zum Einsatz, spielte jedoch auch als Innenverteidiger.

## Karriere
Ab 2003 stand Gilbert beim FC Arsenal unter Vertrag, zu Beginn der Saison 2005/06 stieg er dort in den Profikader auf. Um dem Engländer Spielpraxis zu gewähren, wurde er für die Saison 2006/07 an Cardiff City ausgeliehen. Anschließend wurde er zu Beginn der Saison 2007/08 an Southend United ausgeliehen und kehrte nach nur fünf Spielen und persönlichen Differenzen mit Trainer Steve Tilson im Januar 2008 zum FC Arsenal zurück.
Für ein weiteres Jahr wechselte Gilbert am 10. Juli 2008 erneut auf Leihbasis zu Leicester City, das gerade in die dritte englische Liga abgestiegen war. Dort gelang ihm am 3. März 2009 beim 1:1-Remis gegen Stockport County sein erster Pflichtspieltreffer.
Am 13. Dezember 2010 unterschrieb Gilbert einen Vertrag beim US-amerikanischen Fußball-Franchise Portland Timbers. Da er kein Visum für die USA bekam, traten die Portland Timbers jedoch im März 2011 von dieser Vereinbarung zurück.
Nach einem halben Jahr bei Yeovil Town stand Gilbert 2012 bei dem irischen Verein Shamrock Rovers unter Vertrag. Zuletzt spielte er kurzzeitig für die englischen Klubs Maidenhead United und St Albans City.